# Apocephalus limai
Apocephalus limai är en tvåvingeart som beskrevs av Prado 1976. Apocephalus limai ingår i släktet Apocephalus och familjen puckelflugor. Inga underarter finns listade i Catalogue of Life.